# Куно фон Меєр
Куно фон Меєр (нім. Kuno von Meyer; 27 грудня 1913, Арнсвальде — 25 січня 2010, Аргентина) — німецький офіцер, оберстлейтенант вермахту. Кавалер Лицарського хреста Залізного хреста з дубовим листям.

## Біографія
1 червня 1934 року вступив в 6-й кінний полк. В 1939 році — ад'ютант 21-го кінного полку. Учасник Французької кампанії. З листопада 1941 року — командир 9-ї роти 24-го танкового полку 24-ї танкової дивізії. Учасник Німецько-радянської війни, бився в Сталінграді. 23 січня 1943 року важко поранений і евакуйований з Сталінградського котла. Втому ж місяці дивізія Меєра була знищена під Сталінградом, а в березні 1943 року знову сформована в Ліссі зі своїх колишніх службовців. З березня 1943 року — командир 1-го батальйону свого полку. Учасник боїв в Нормандії, відзначився під час операцій в Фалезькому котлі, де знову був поранений. З осені 1944 року — начальник училища кандидатів в офіцер в Кенігсбрюці. З січня 1945 року — командир танкового полку «Кобург» у складі 103-ї танкової бригади.

## Звання
- Фанен-юнкер (1 червня 1934)
- Оберфенріх
- Лейтенант (1 квітня 1936)
- Оберлейтенант (1 квітня 1939)
- Ротмістр (1 квітня 1942)
- Майор (1 квітня 1944)
- Оберстлейтенант (9 листопада 1944)

## Нагороди
- Медаль «За вислугу років у Вермахті» 4-го класу (4 роки)
- Залізний хрест
  - 2-го класу (19 жовтня 1939)
  - 1-го класу (1 липня 1940)
- Нагрудний знак «За поранення» в сріблі
- Нагрудний знак «За танкову атаку»
- Медаль «За зимову кампанію на Сході 1941/42»
- Німецький хрест в золоті (10 січня 1943)
- Лицарський хрест Залізного хреста з дубовим листям
  - лицарський хрест (26 листопада 1944)
  - дубове листя (№795; 23 березня 1945)